# Richter-skála
A Richter-skála a földrengés erősségének műszeres megfigyelésen alapuló mérőszámát (a Richter-magnitúdót, vagy más szóval a méretet) adja meg. A magnitúdó a földrengéskor a fészekben felszabaduló energia logaritmusával arányos. Egy 4,5 magnitúdójú földrengés kipattanásakor nagyjából akkora energia szabadul fel, mint egy kisebb (20 kilotonnás, nagaszaki méretű) atombomba robbanásakor. 
Az eljárást a kidolgozó Charles Richter 1935-ben tette közzé.
A rengés erősségét megfelelő korrekciókkal a szeizmográf által jelzett legnagyobb kitérésből és az epicentrumtól való távolságából határozzák meg. (Maga az érték a földrengés helyétől 100 km távolságban lévő Wood–Anderson típusú szeizmográf által mikrométerben mért legnagyobb kitérés tízes alapú logaritmusa.)
Ebből értelemszerűen következik: a skála felfelé nyitott, vagyis nincs formális maximuma, bár a földrengések hatásmechanizmusa és a Föld szilárd kérgének mechanikai jellemzői alapján gyakorlatilag 10 feletti értékek nem fordulnak elő. Másik fontos jellemzője, hogy két látszólag „hasonló” magnitúdójú érték, például 5,4 és 6,4 között a kipattanó energiában kb. 32-szeres különbséget takar. Gyakorlati szempontból nagyon fontos, hogy a földrengések magnitúdója és előfordulási gyakorisága között jól leírható kapcsolat van (Gutenberg–Richter-összefüggés).
A Richter-skála a longitudinális és transzverzális hullámok különbségeit nem veszi figyelembe, és sok egyszerűsítő feltevést tartalmaz (nem veszi figyelembe a közeg inhomogenitását, az obszervatóriumok altalajának eltéréseit és a mérőműszerek különbözőségét sem).
Bevezetése óta a legnagyobb erősségű földrengés a Richter-skála szerint 9,5-es volt: 1960. május 22-én Chilében pattant ki. A közelmúlt legerősebb földrengése 2004. december 26-án, a Szunda-árok északi része alatt, Szumátra közelében pattant ki, és 9,3-as erősségű volt.
A híradások gyakran a Richter-skála szerint közlik a földrengések erősségét, de a gyakorlatban már több évtizede nem a Richter-skálát alkalmazzák a szeizmológusok, annak fentebb leírt pontatlanságai miatt. Amerikában a Momentummagnitúdó-skálát (MMS), Európában pedig az Európai Makroszeizmikus Skálát (EMS) alkalmazzák.

## Fokozatai
| Magnitúdó | A rengés ereje          | A pusztítás mértéke                                                                 | Hasonló erejű rengések gyakorisága            |
| --------- | ----------------------- | ----------------------------------------------------------------------------------- | --------------------------------------------- |
| <2,0      | mikrorengés             | csak műszerekkel érzékelhető                                                        | naponta 8000                                  |
| 2,0–2,9   | rendkívül gyenge        | a legtöbb ember még nem érzékeli                                                    | naponta 1000                                  |
| 3,0–3,9   | nagyon gyenge           | általában érzékelhető, károkat még nem okoz                                         | évente 49 000                                 |
| 4,0–4,9   | gyenge                  | a csillárok kilengenek, morajlás hallatszik, károk csak ritkán keletkeznek          | évente 6200                                   |
| 5,0–5,9   | közepes                 | a szerkezetileg gyenge épületekben komoly károk is keletkezhetnek                   | évente 800                                    |
| 6,0–6,9   | erős                    | erősebb épületek is megrongálódnak az epicentrumtól 50–80 km távolságban is         | évente 120                                    |
| 7,0–7,9   | igen erős               | súlyos károk: házak és hidak összeomlása, utak, vasúti sínek deformációja           | évente 18                                     |
| 8,0–8,9   | nagyon erős             | súlyos károk több száz kilométeres körzetben, többméteres lezökkenések, hegyomlások | évente 1                                      |
| 9,0–9,9   | rendkívüli erejű rengés | rendkívüli pusztítás, megváltozik a táj                                             | átlagosan 20 évente fordul elő                |
| ≥10       | globális katasztrófa    | a földkéreg kettéreped, a törésvonalak tovább húzódnak, hihetetlen pusztítás        | az emberiség történetében még nem történt meg |